# Svartatjärnen (Mjöbäcks socken, Västergötland, 635766-132708)
Svartatjärnen är en sjö i Svenljunga kommun i Västergötland och ingår i Ätrans huvudavrinningsområde.